# فرودگاه سنت لینا
فرودگاه سنت لینا (به انگلیسی: St. Lina Aerodrome) یک فرودگاه خصوصی است که یک باند فرود چمن دارد و طول باند آن ۵۶۷ متر است. این فرودگاه در کشور کانادا قرار دارد و در ارتفاع ۶۴۳ متری از سطح دریا واقع شده است.